# Nosophora euryterminalis
Nosophora euryterminalis là một loài bướm đêm trong họ Crambidae.